# Orden por el Fortalecimiento de la Paz y la Amistad
La Orden por el Fortalecimiento de la Paz y la Amistad (en bielorruso: Ордэн «За ўмацаванне міру і дружбы») es una condecoración estatal de la República de Bielorrusia, destinada a reconocer los méritos excepcionales en el fortalecimiento de las relaciones bilaterales con la República de Bielorrusia. Fue establecida por el Decreto del Consejo Supremo de la República de Bielorrusia N.º 184 del 25 de mayo de 2017 sobre la creación de «Nuevos premios estatales establecidos en la República de Bielorrusia».

## Historia
El 29 de septiembre de 2016, se realizó la primera, y hasta ahora única, adjudicación de la orden al presidente de la República Popular China, Xi Jinping. El 16 de octubre de 2016 se estableció legalmente la orden por decisión del Tribunal Constitucional de la República de Bielorrusia n.º R-1064/2016, y finalmente el 25 de mayo de 2017, el presidente de la República de Bielorrusia, Alexander Lukashenko, firmó el Decreto n.º 184, de conformidad con el cual se establecieron nuevos premios estatales.

## Criterios de concesión
La Orden por el Fortalecimiento de la Paz y la Amistad se otorga a líderes de estados extranjeros, funcionarios de alto rango que trabajan en organismos estatales de países extranjeros, políticos destacados y figuras públicas en reconocimiento aː
- Logros considerables en la mejora de las relaciones bilaterales con la República de Bielorrusia y la prestación de asistencia completa en su desarrollo socioeconómico y prosperidad;
- Una contribución personal significativa al establecimiento de relaciones amistosas y cooperación económica entre los estados y por favorecer la integración de la República de Bielorrusia en asociaciones internacionales;
- Realizar activamente acciones que contribuyan a la paz, a la armonización de las relaciones internacionales, ayuda de patrocinio y organización de eventos humanitarios de alto perfil en beneficio de la humanidad, promoción de la unidad y la armonía en la comunidad mundial.

La insignia de la orden se lleva en el lado izquierdo del pecho y, en presencia de otras órdenes y medallas de la República de Bielorrusia, se coloca justo después de la insignia de la Orden de la Madre.

## Descripción
La Orden por el Fortalecimiento de la Paz y la Amistad es una estrella dorada de ocho puntas con un diámetro de 71 mm sobre un fondo de rayos plateados divergentes, en cuyo centro hay un círculo con un diámetro de 38 mm, cubierto con esmalte blanco y rojo. En el centro del círculo hay una imagen en relieve del Escudo del Estado de la República de Bielorrusia con la inscripción «Por fortalecer la paz y la amistad» alrededor del círculo. El círculo está enmarcado por un borde en forma de haz doble enrollado. Los diamantes se colocan entre los rayos de la estrella de ocho puntas. El reverso de la insignia tiene una superficie lisa, con el número de serie de la condecoración grabado en el centro.
La medalla está conectada con un ojal y un anillo a un bloque pentagonal de 45 x 11 mm, cubierto con esmalte rojo, con la inscripción «REPÚBLICA DE BIELORRUSIA». Las ramas de laurel se encuentran en la parte inferior del bloque. La barra se une a la cadena de la orden con la ayuda de anillos. La cadena se compone de eslabones alternos de dos tipos: once estrellas octogonales doradas de 28 mm de diámetro, realizadas en forma de flor de aciano, y diez rectángulos de 50 x 17 mm de tamaño, cubiertos con esmalte verde y rojo, que representan un ornamento nacional.
La Orden por el Fortalecimiento de la Paz y la Amistad está realizado en plata dorada.

## Galardonados
La única persona premiada es el presidente de la República Popular China, Xi Jinping «por su gran contribución personal al desarrollo de los lazos comerciales, económicos, científicos, técnicos y humanitarios entre Bielorrusia y China, servicios excepcionales en el fortalecimiento de las relaciones amistosas y la cooperación entre los dos estados».